# ボスニア・ヘルツェゴビナ国立博物館
ボスニア・ヘルツェゴビナ国立博物館（ボスニア・ヘルツェゴビナこくりつびじゅつかん、ボ・ク・セ：Zemaljski Muzej Bosne i Hercegovine / Земаљски музеј Босне и Херцеговине）は、ボスニア・ヘルツェゴビナの首都サラエヴォにある国立博物館。

## 歴史
1888年に設置。現在の博物館の建物は1913年に完成。2011年から12年にかけて124年の歴史の中で初めて、長期休館された。
現在は国の歴史など約162,000点が収蔵されている。